# Asunción Huitiupan
Asunción Huitiupan är en ort i Mexiko.   Den ligger i kommunen Sabanilla och delstaten Chiapas, i den sydöstra delen av landet, 700 km öster om huvudstaden Mexico City. Asunción Huitiupan ligger 864 meter över havet och antalet invånare är 564.
Terrängen runt Asunción Huitiupan är bergig söderut, men norrut är den kuperad. Terrängen runt Asunción Huitiupan sluttar norrut. Runt Asunción Huitiupan är det ganska tätbefolkat, med 104 invånare per kvadratkilometer. Närmaste större samhälle är Simojovel de Allende, 7,1 km väster om Asunción Huitiupan. I omgivningarna runt Asunción Huitiupan växer i huvudsak städsegrön lövskog.